# Thomas Fehman
Thomas Fehman, född 1 november 1665 i Göteborg, död 26 februari 1733 på Gräfsnäs sätesgård, var en svensk bruksägare, ämbetsman och justitiekansler 1723-1728. Han var son till Nils Thomasson Fehman, lagman över Bohuslän.
Efter juridiska studier i Uppsala anställdes Fehman 1691 som notarie vid Norrmalms kämnärsrätt i Stockholm. Han utnämndes efter åtskilliga underordnade tjänstebefattningar 1705 till advokatfiskal i Svea hovrätt, blev sekreterare där 1711 och assessor 1713. Fehman blev ledamot av lagmanskommissionen 1714, lagman i Värmlands lagsaga 1716, i Strängnäs läns lagsaga 1718 och över hela Södermanlands lagsaga 1719. Som advokatfiskal uppträdde Fehman i rättegången mot Otto Arnold Paijkull. Som hänsynslös och pålitlig blev han av de anförtrodd posten som åklagare i två av den tidiga frihetstidens med beryktade politiska rättegångar, målet mot Georg Heinrich von Görtz och det av en riksdagskommission handlagda målet mot Mauritz Vellingk. Som riksdagspolitiker tillhörde Fehman det hessiska partiet. Han blev justitiekansler efter Gabriel Stierncronas bortgång.
När Anton von Boij avled 1710 var han hårt skuldsatt och det blev strid om tillgångarna bland fordringsägarna. Efter hårda förhanligar enades man om att dela upp tillgångarna i tre lotter där Aspa bruk och två hammare och fyra härdar vid Algrena bruk tillföll fodringsägaren Thomas Fehman.